# Conducto óptico
En anatomía humana, el conducto óptico o canal óptico es un conducto de 10 mm de longitud situado en la base del cráneo por el que transcurre el nervio óptico que es el que transmite la información visual desde el ojo al cerebro. Existen dos conductos ópticos, uno derecho y otro izquierdo.

## Descripción
Es un canal óseo que parte del vértice de la órbita en el agujero óptico y transcurre a través del ala menor del hueso esfenoides hasta la fosa cerebral media en la base del cráneo. Por el discurre el nervio óptico acompañado por la arteria oftálmica y fibras del sistema nervioso simpático.

## Patología
Los traumatismos craneoencefálicos pueden provocar una fractura a nivel del conducto óptico que en ocasiones daña la estructura del nervio óptico y provoca pérdida de visión total o parcial en el ojo afectado. Por otra parte algunos tumores como el glioma del nervio óptico causan aumento del diámetro del agujero óptico.